# Incendios forestales de California de 2025
Los incendios forestales de California de 2025 fueron una serie de incendios forestales que afectaron al área metropolitana de Los Ángeles y a las regiones circundantes que duraron entre 7 de enero al 1 de febrero de 2025.
Estos incendios estaban asociados a condiciones meteorológicas que incluyeron vientos de Santa Ana, humedad muy baja y condiciones de sequía prolongada que llevaron a un peligro extremo de incendio. Los funcionarios meteorológicos designaron la tormenta de viento asociada como potencialmente la más severa que afectó a la región desde la tormenta de viento del condado de Davis de 2011, y finalmente provocó varios cortes de energía y múltiples incendios forestales, como el de Palisades, el de Eaton y el de Hurst.

## Meteorología

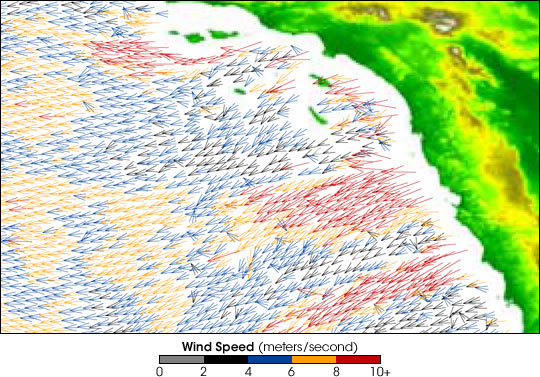
Imagen referencial que muestra la velocidad de los vientos de Santa Ana.

El evento trajo consigo los característicos vientos de Santa Ana, los cuales suelen ser de una intensidad excepcional. Se anticiparon ráfagas de viento que podrían alcanzar entre 50 y 80 millas por hora (80,5 a 128,7 km/h) en áreas urbanas de los condados de Los Ángeles y Ventura, incluidos el valle de San Gabriel y la cuenca de Los Ángeles, que en eventos anteriores se habían visto menos afectados debido a su menor altitud. Se previó que las zonas de mayor elevación experimentarían condiciones aún más extremas, con vientos de entre 80 y 100 millas por hora (128,7 a 160,9 km/h).
La vegetación seca agravó las condiciones peligrosas, ya que muchas áreas del sur de California atravesaban una sequía severa, con el inicio más seco de la temporada de lluvias registrado y el período de nueve meses más árido antes de la llegada del fenómeno eólico y los incendios subsiguientes.
La oficina del Servicio Meteorológico Nacional de Los Ángeles calificó la tormenta de viento como potencialmente «mortal» y «muy peligrosa». El NWS advirtió que los vientos «se intensificarían a niveles peligrosos» a partir de la tarde del 7 de enero, con una duración estimada hasta principios del 8 de enero en el sur de California. Además, el NWS alertó que los vientos «destructivos» podrían causar cortes generalizados de electricidad y la caída de árboles. Se predijo que sería la «tormenta de viento más destructiva vista en la región desde 2011».
El NWS emitió su advertencia más grave, la «Bandera Roja con Situación Particularmente Peligrosa», para los condados de Los Ángeles y Ventura, alertando sobre un riesgo extremo de incendios. Esta advertencia subrayó el peligro de un rápido crecimiento y comportamiento errático de los incendios debido a la combinación de vientos intensos y niveles de humedad extremadamente bajos. Desde finales del verano de 2024, el sur de California había experimentado una creciente aridez, ya que los sistemas de tormentas afectaron principalmente el noroeste del Pacífico. Para finales de diciembre de 2024, gran parte del condado de Los Ángeles había entrado en una fase de sequía moderada, lo que aumentó la vulnerabilidad a los incendios debido a la vegetación secada en lo que normalmente es la temporada húmeda de la región.

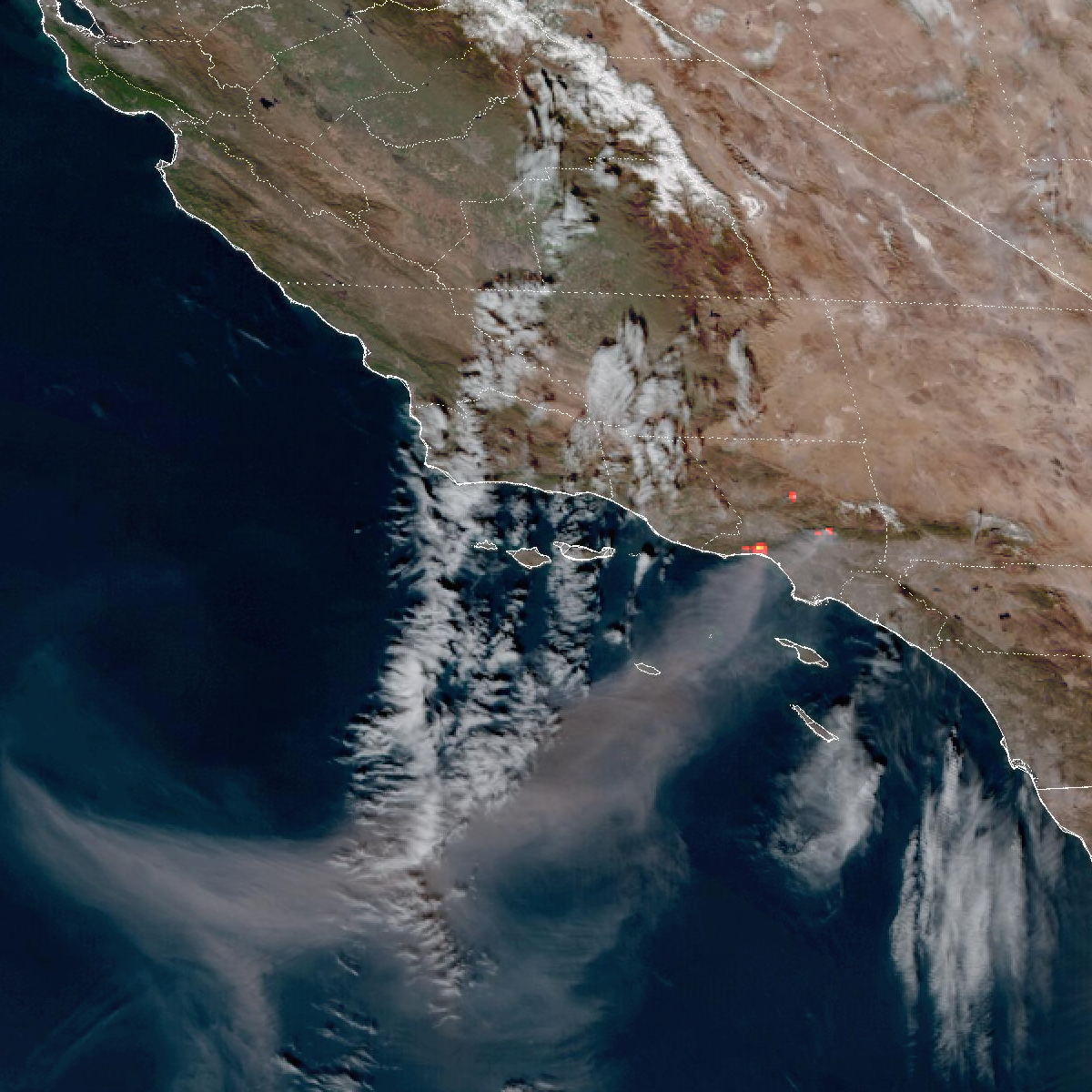
Imagen satelital de los incendios forestales capturada desde el satélite GOES18 el 8 de enero de 2025 a las 21:51 p. m.

La mañana del 7 de enero, un anemómetro en Magic Mountain Truck Trail en Santa Clarita informó velocidades del viento de 84 millas por hora (135,2 km/h), Escondido Canyon reportó 62 millas por hora (99,8 km/h) y el aeropuerto de Van Nuys informó 55 millas por hora (88,5 km/h), según el Servicio Meteorológico Nacional. El NWS informó a las 6:19 p. m. PST que la tormenta de viento podría convertirse en el evento de viento más fuerte del sur de California en 2025, especialmente en sus valles.

### Relación entre el cambio climático antropogénico y los incendios forestales
Un estudio de World Weather Attribution muestra que los incendios se vieron exacerbados por el calentamiento global. El estudio muestra que el calentamiento antropogénico ha aumentado el riesgo de condiciones extremas de incendios en un 35% aproximadamente y la intensidad en un 6%, mientras que la estación seca se ha extendido unos 23 días. La insuficiencia de lluvias en otoño combinada con fuertes vientos condujo a una propagación rápida y extensa, y el estudio muestra la necesidad de una mayor preparación y adaptación climática a largo plazo.

## Preparación
En diciembre de 2024, la jefa del Departamento de Bomberos de Los Ángeles, Kristin Crowley, advirtió sobre la disminución de la capacidad de respuesta a emergencias del departamento luego de una reducción presupuestaria de 18 millones de dólares. Los recortes, aprobados por la alcaldesa de Los Ángeles, Karen Bass, afectaron principalmente el programa de horas extras variables del departamento («V-Hours»), con una reducción de aproximadamente 7 millones de dólares del presupuesto de horas extras que tradicionalmente financiaba la capacitación, la prevención de incendios y las funciones esenciales de respuesta a emergencias. Según el memorando de Crowley, los recortes presupuestarios también redujeron el entrenamiento de pilotos exigido por la FAA y el personal de coordinación de helicópteros para la extinción de incendios forestales, los equipos de excavadoras responsables de crear cortafuegos y líneas de control alrededor de los incendios forestales, y la Sección de Capacitación y Planificación de Incidentes Críticos responsable de desarrollar planes de respuesta a emergencias importantes, que enfrentó recursos reducidos. La capacidad del departamento de bomberos para mantener acuerdos automáticos y de ayuda mutua con otras jurisdicciones también se vio comprometida.
El gobernador de California, Gavin Newsom, anunció que enviaría 65 camiones de bomberos, siete helicópteros, siete camiones cisterna y 109 efectivos para hacer frente a cualquier incendio forestal que pudiera surgir. Por su parte, la alcaldesa de Los Ángeles, Karen Bass, instó a los residentes a mantenerse alejados de los cables eléctricos caídos y destacó el riesgo de que la tormenta de viento se convirtiera en una de las más intensas de los últimos diez años.
Southern California Edison, el principal proveedor de electricidad de la zona, anticipó posibles cortes de energía que afectarían a hasta 400 000 de sus 5 millones de clientes en California, y propuso cortar el suministro eléctrico para evitar que se iniciaran incendios debido a los equipos defectuosos. San Diego Gas & Electric también declaró que cortaría el suministro eléctrico antes de la aparición de fenómenos meteorológicos extremos.
El 7 de enero, el Distrito Escolar Unificado de Santa Mónica-Malibú anunció el cierre de todas sus escuelas en Malibú «debido al deterioro de las condiciones climáticas y preocupaciones de seguridad». Por su parte, el Distrito Escolar Unificado de Los Ángeles informó que trasladaría temporalmente algunas escuelas en Pacific Palisades y reduciría las actividades al aire libre para proteger a los estudiantes de los vientos. Además, se cerraron tramos de la Pacific Coast Highway debido al peligro que representaban los fuertes vientos para la seguridad del tráfico.
En anticipación a posibles incendios forestales, se aseguraron de llenar los 114 tanques que forman parte de la infraestructura hídrica de Los Ángeles.

## Cronología

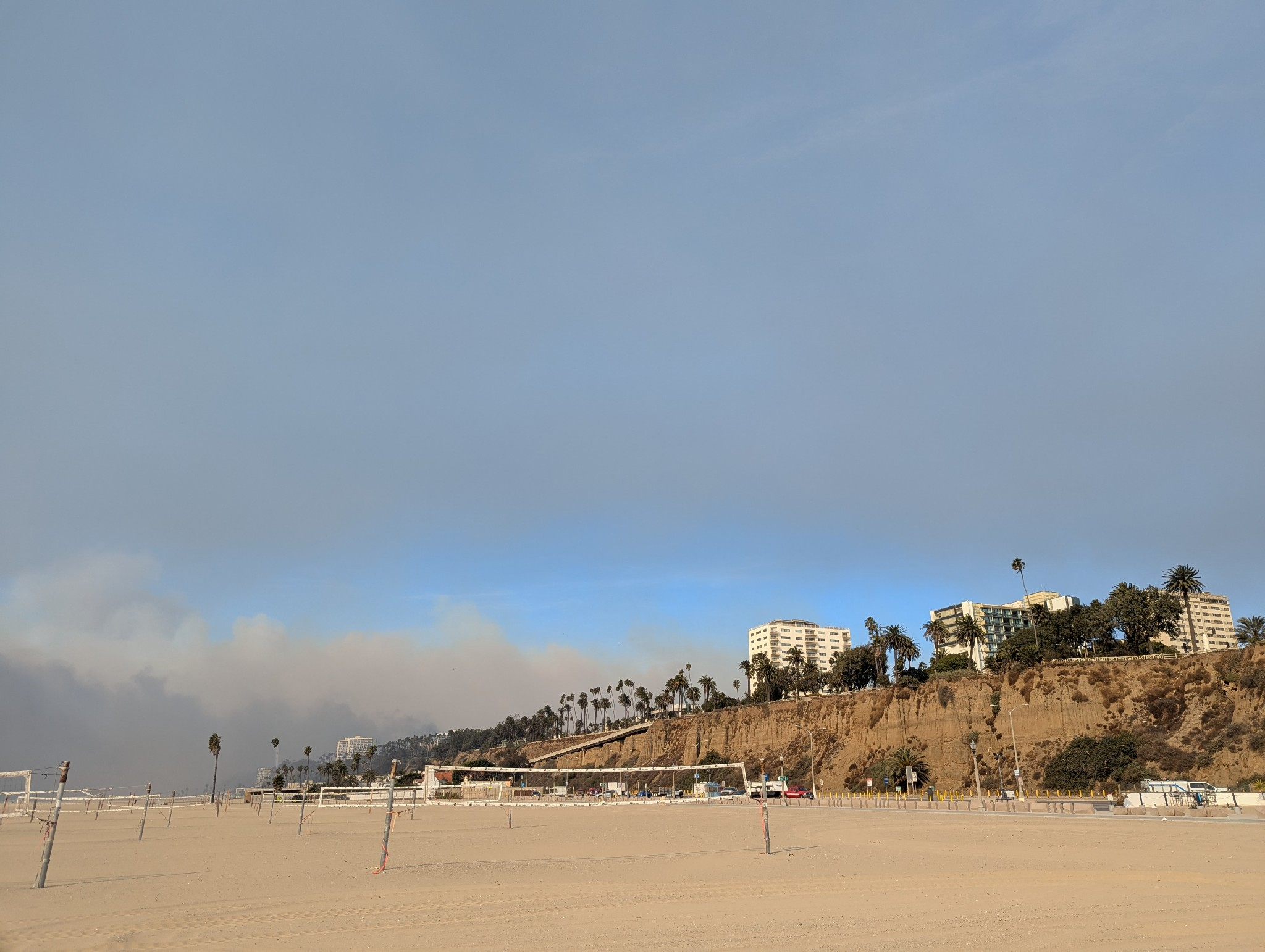
Humo de los incendios forestales del sur de California vistos desde el sendero para bicicletas frente a la playa Santa Mónica.

El 7 de enero, durante el inicio de la tormenta de viento, la ciudad de Los Ángeles declaró el estado de emergencia en previsión de vientos fuertes. El Distrito de Gestión de la Calidad del Aire de la Costa Sur emitió una advertencia de tormenta de polvo para varios condados del sur de California, advirtiendo que los fuertes vientos podrían llevar polvo y tierra al aire, permitiendo su inhalación.
Una conferencia de prensa programada con el presidente de los Estados Unidos, Joe Biden, en el Valle de Coachella, para firmar las proclamaciones del Monumento Nacional Chuckwalla y el Monumento Nacional Sáttítla Highlands, fue cancelada debido a los vientos intensos. Decenas de árboles fueron incendiados en todo el Valle de San Gabriel, incluso en Pasadena.
Al mediodía, el suceso provocó cortes de electricidad a más de 20 000 clientes. Southern California Edison implementó cortes de energía preventivos en gran escala a medida que la tormenta de viento se intensificaba, afectando a miles de clientes en toda la región, con el fin de reducir el riesgo de que los equipos eléctricos causaran nuevos incendios. La compañía de servicios públicos continuó monitoreando las condiciones para posibles apagones adicionales, señalando que esta medida representaba la tercera acción preventiva de este tipo en los últimos tres meses.
Varios vuelos se retrasaron debido a la intensidad de los vientos y se advirtió a los pilotos que no volaran cerca del terreno. La Administración Federal de Aviación ordenó una parada temporal de las actividades en tierra en el Aeropuerto de Hollywood Burbank, luego de que fuertes ráfagas de viento obligaron a múltiples intentos de aproximación frustrada. Southwest Airlines desvió o canceló varios vuelos debido a los fuertes vientos presentes en los aeropuertos de Ontario y Burbank.
Mientras todo esto ocurría, al menos diecinueve distritos escolares de Los Ángeles anunciaron el cierre de escuelas debido a las condiciones extremas de la tormenta. La Universidad Pepperdine cerró sus campus en Calabasas y Malibú.

Ese mismo día, la NASA decidió cerrar temporalmente el Laboratorio de Propulsión a Reacción (JPL) en las cercanías de La Cañada Flintridge, al menos hasta el 13 de enero. Debido a los fuertes vientos y al avance del incendio de Eaton, se obligó a evacuar a todo el personal que no era de emergencia en el sitio. 

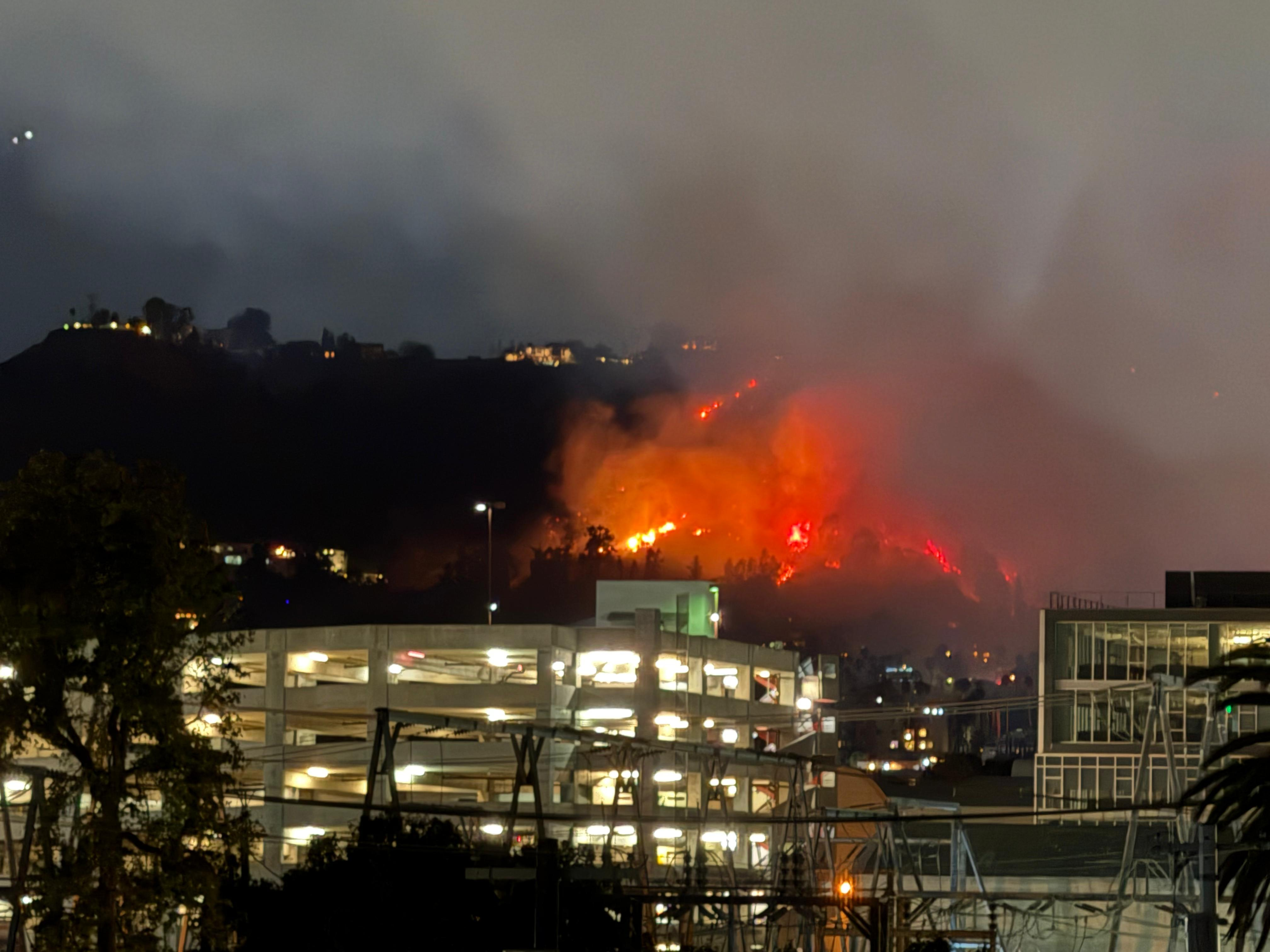
Uno de los incendios forestales ocurridos en Los Ángeles, visto desde una azotea en West Hollywood.

La ceremonia de nominaciones de la 31.ª edición de los Premios del Sindicato de Actores, que estaba programada para el 8 de enero de 2025 y que iba a ser presentada por los actores Joey King y Cooper Koch, fue suspendida a causa de los múltiples incendios ocurridos en California. De igual manera, la Academia de Artes y Ciencias Cinematográficas decidió postergar la ceremonia de nominaciones para la 97.ª edición de los Premios Óscar, cambiando la fecha original (17 de enero) a dos días después.
Durante este periodo de tiempo, múltiples celebridades y famosos confirmaron la pérdida de sus viviendas o mansiones ubicadas en Los Ángeles debido a los incendios, como: Paris Hilton, Billy Crystal, Mandy Moore, Cameron Mathison, James Woods, Cary Elwes, Guillermo del Toro, Mark Hamill, Adam Brody, Leighton Meester, Eugene Levy, Jorge Campos, John Goodman, Anthony Hopkins, Anna Faris, Carlos Vela, Spencer Pratt, Heidi Montag, Miles Teller, Sandra Lee, Ben Affleck, Riley Reid y Cobie Smulders. También se confirmó la pérdida de la antigua residencia del ya fallecido actor Matthew Perry y la del icónico rancho y casa del humorista Will Rogers.

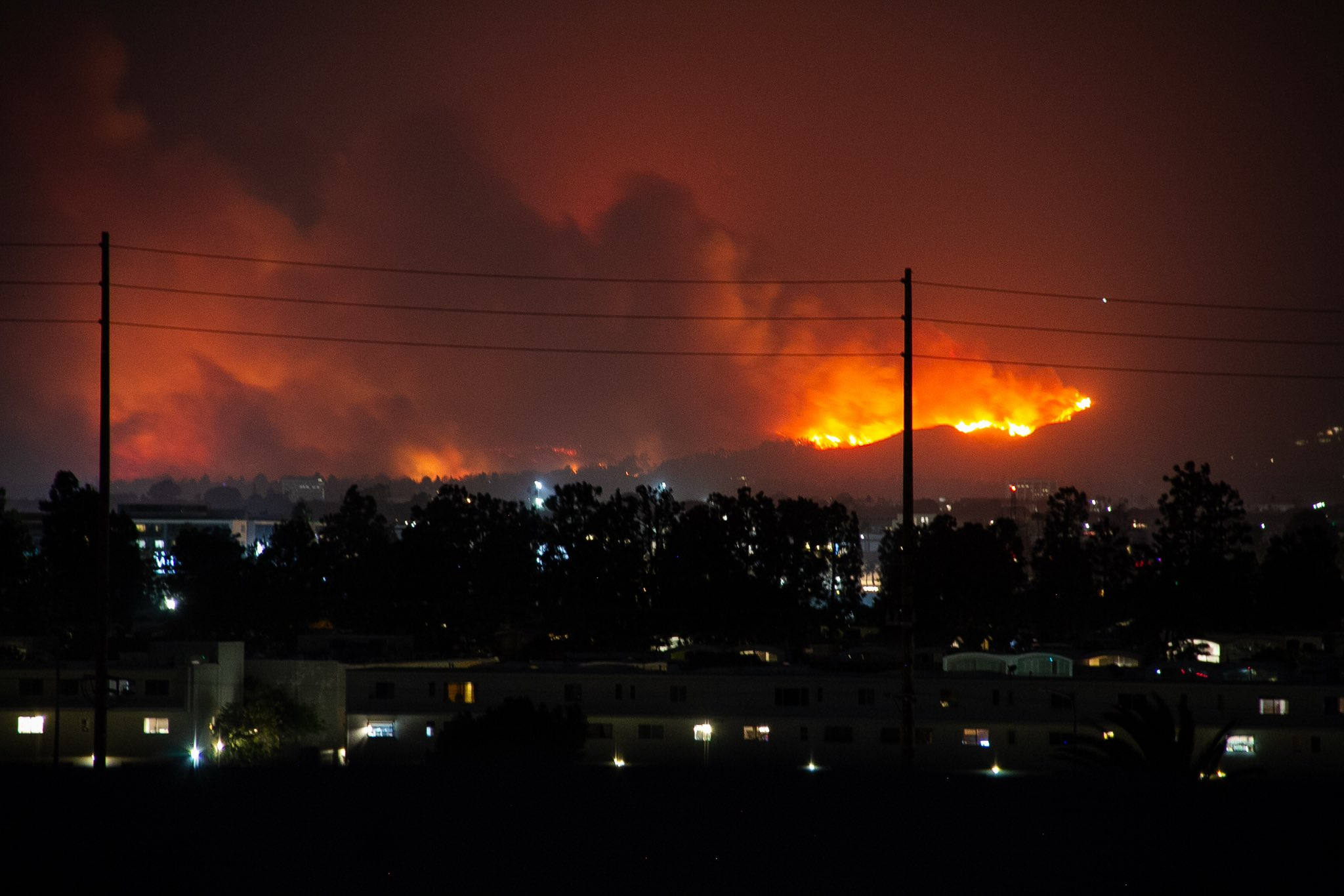
Incendio de Palisades observado desde la Playa Vista el 7 de enero de 2025.

El 12 de enero, las autoridades del área metropolitana de Los Ángeles declararon emergencia sanitaria ante los incendios en curso y la mala calidad de aire. Ese mismo día, el gobernador de California Newsom exigió una investigación independiente del por que los bomberos habrían tenido dificultades para conseguir suministros de agua mientras luchaban contra los incendios forestales.
El 15 de enero, varios artistas confirmaron un concierto benéfico llamado «FireAid», este hecho con el fin de conseguir donaciones de dinero por medio de las entradas para el evento con el fin de ayudar a las víctimas de los incendios.
Ese mismo día, el cineasta David Lynch evacuó su casa, pero falleció después de que la mala calidad del aire por los incendios terminaran de agravar su ya mala salud debido a su adicción al tabaco.
El 16 de enero, KSI y Logan Paul junto a su corporación de bebidas energéticas «PRIME», anunciaron que irían a donar 20,000 botellas al equipo de Bomberos de Los Ángeles, estas valoradas en 60,000 dólares, la fundación de bomberos agradeció la donación por medio de un tuit. De igual manera decidieron donar a varias de las víctimas afectadas por los incendios.
El 1 de febrero las autoridades de los Estados Unidos confirmaron que los incendios Eaton y Paladises, los últimos que todavía no eran controlados, finalmente habrían sido contenidos totalmente poniendo fin a la ola de incendios que vivió el sur de California durante enero.

## Incendios forestales
La intensidad extrema de la tormenta de viento, combinada con la vegetación seca a causa de la prolongada sequía, hizo que los incendios se expandieran rápidamente. Además, las brasas voladoras causaron incendios aislados a grandes distancias.

### Incendio de Palisades

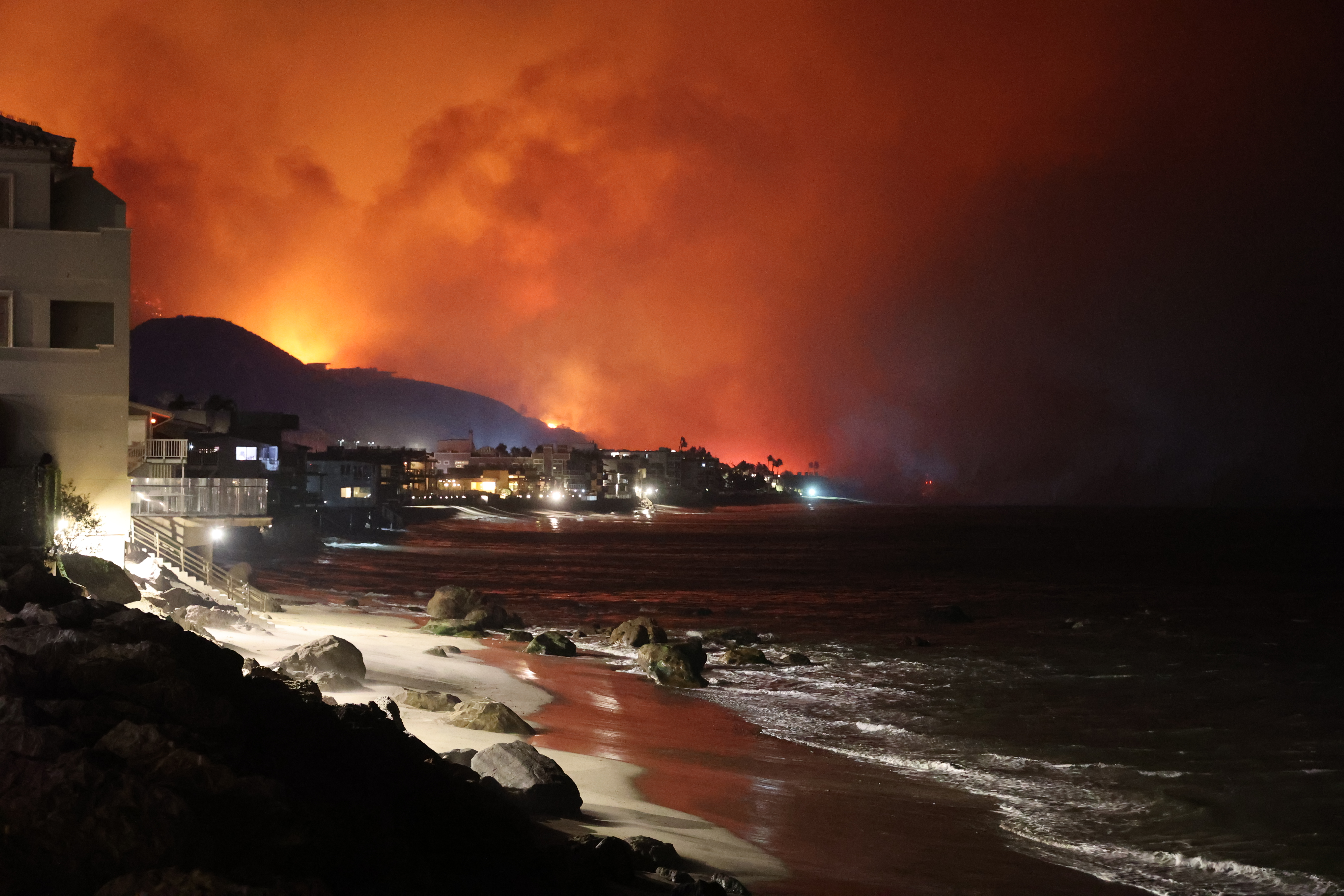
El incendio de Palisades visto desde la costa

Un importante incendio, denominado Incendio de Palisades, se inició cerca del vecindario Pacific Palisades en Los Ángeles y se expandió rápidamente hasta abarcar 5 acres (2 ha) Este incendio requirió evacuaciones obligatorias a lo largo de secciones de la Pacific Coast Highway y áreas circundantes, y el Centro de Recreación Westwood sirvió como refugio de emergencia. Al mediodía, se informó que el incendio se estaba expandiendo a un ritmo equivalente a «tres campos de fútbol de tierra por minuto», y los bomberos intentaban trabajar a pesar de los fuertes vientos. Se emitieron órdenes de evacuación inmediata para los residentes de Santa Mónica que viven al norte de San Vicente Boulevard. A las 12:11 horas (PST) del 8 de enero, la ciudad de Malibú instó a todos los residentes que aún no se habían ido a prepararse para evacuar debido a que el incendio no estaba contenido. Se dieron órdenes de evacuación para el barrio de Brentwood, en Los Ángeles. A la 1:23 p. m. PST del 8 de enero, el incendio había quemado 15 832 acres (6407 ha; 24,74 millas cuadradas; 64,07 km2).

### Incendio de Eaton
Poco después de las 6:15 p. m. PST del 7 de enero, se reportó por primera vez un incendio forestal en Eaton Canyon, en la región de Altadena-Pasadena, conocido como el Eaton Fire, con una extensión inicial de 20 acres (8,1 ha; 0,1 km²). A las 7:12 p. m., el fuego ya había crecido a al menos 200 acres (80,9 ha; 0,8 km²), y la capitana de bomberos del condado de Los Ángeles, Sheila Kelliher, advirtió que el incendio seguiría expandiéndose rápidamente debido a la tormenta de viento que continuaba. En seis horas, el incendio de Eaton había crecido hasta alcanzar un tamaño de 1000 acres (405 ha). Las Terrazas del Parque Marino evacuaron a 95 personas mayores, y las imágenes muestran a muchos de ellos en sillas de ruedas y vistiendo sólo batas. Las evacuaciones se ampliaron posteriormente en Pasadena y en el norte de Sierra Madre y Arcadia. El Centro Médico AltaMed y varias residencias en Hastings Ranch quedaron «envueltos en llamas». El 8 de enero a las 10:36 a. m. PST, el incendio había alcanzado 10 600 acres (4290 ha). Al mediodía, el fuego comenzó a avanzar hacia zonas residenciales de Pasadena. Se ordenó la evacuación de toda La Cañada Flintridge. Cinco personas murieron en el incendio.

### Incendio de Hurst

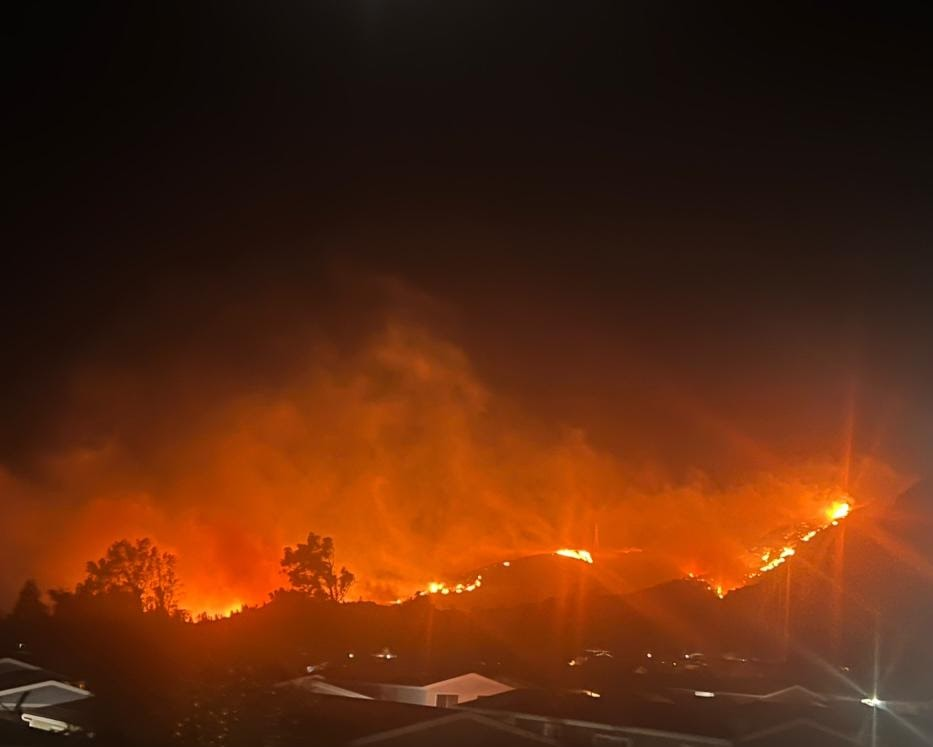
Vista hacia el oeste del incendio de Hurst tomada a las 10:26 p.m. desde Oakridge Manufactured Home Park.

A las 10:10 p. m. PST, el Departamento de Bomberos de Los Ángeles informó que el incendio forestal en el norte de Sylmar, conocido como el «Incendio de Hurst», había alcanzado las 50 acres (20,2 ha; 0,2 km²) y presentaba una «velocidad de propagación extremadamente rápida». Se emitieron múltiples órdenes de evacuación inmediata para todas las áreas al norte de la autopista Foothill, entre Roxford Street y la intersección de la Interestatal 5 con la Ruta Estatal de California 14. Al mediodía del 8 de enero, el incendio había alcanzado 700 acres (283 ha).

### Incendio de Sunset
El incendio de Sunset Boulevard se desató en Hollywood Hills, cerca del Runyon Canyon Park, el 8 de enero de 2025 a las 17:39 (hora estándar del Pacífico, PST). Como consecuencia, las autoridades emitieron una orden de evacuación para el área de Hollywood Hills, que afectó a decenas de miles de personas. La zona de evacuación estuvo delimitada por Laurel Canyon Blvd al oeste, Mulholland Drive al norte, la autopista 101 al este y Hollywood Blvd al sur. Durante el incendio, hubo preocupaciones de que el icónico letrero de Hollywood corriera el riesgo de resultar dañado. Si bien el letrero no sufrió daños por los incendios, durante ese periodo de tiempo, se difundieron imágenes y videos falsos generados por IA que mostraban al letrero y el área circundante inmediata envueltos en llamas. Estas imágenes se difundieron principalmente en el sitio web X y otros sitios de redes sociales.

### Incendio de Kenneth

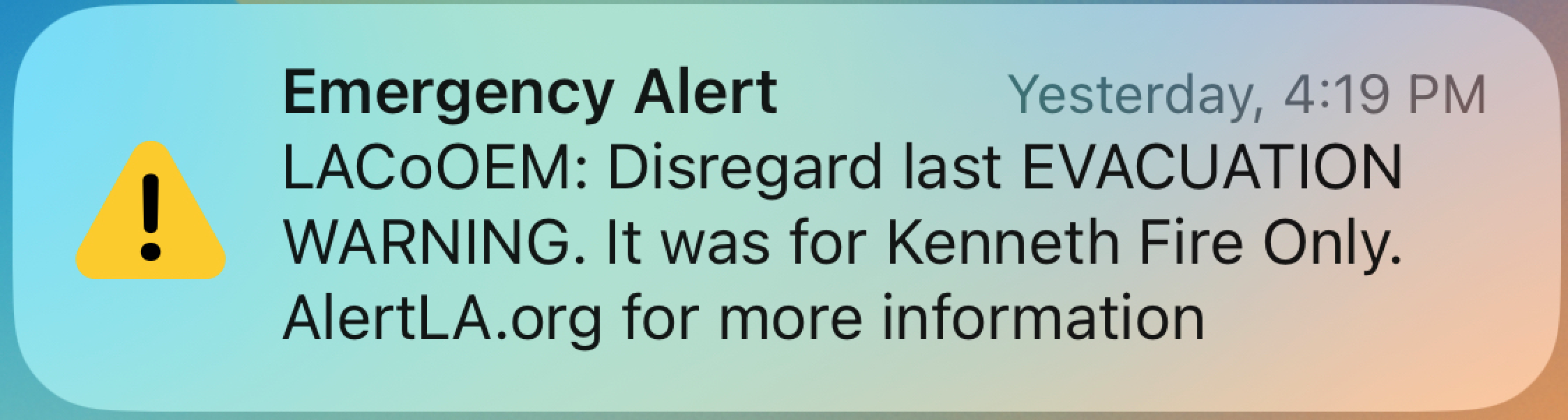
Imagen de la alarma de evacuación errónea que fue enviada para todo el condado de Los Ángeles.

El incendio de Kenneth se informó por primera vez el 9 de enero a las 2:30 p. m. PST, y se inició a lo largo de un sendero cerca de Victory Boulevard en el vecindario de West Hills en Los Ángeles. El incendio creció rápidamente a 50 acres (20 ha; 0,078 millas cuadradas; 0,20 km 2). Se solicitaron recursos tanto del condado de Los Ángeles como del condado de Ventura. Se ordenaron evacuaciones obligatorias para el área desde Vanowen Street al sur hasta Burbank Boulevard y desde County Lane Road al este hasta Valley Circle Boulevard. Se ordenaron advertencias de evacuación adicionales para áreas al este de Valley Circle y para partes de Oak Park. También se emitió por error una advertencia de evacuación para la totalidad del condado de Los Ángeles en lugar de un área específica del incendio y posteriormente se envió a teléfonos celulares en todo el condado como un mensaje de alerta de emergencia inalámbrica; La supervisora del condado Janice Hahn poco después confirmó que las alertas fueron accidentales, y se envió una alerta de corrección de seguimiento.
A las 5:30 p. m. PST, el incendio había crecido a al menos 960 acres (390 ha; 1,50 millas cuadradas; 3,9 km 2) y se acercaba a los suburbios de Calabasas y Hidden Hills. Poco después, Gavin Newsom anunció el despliegue de 900 bomberos adicionales en el área. Se sospecha que el incendio fue provocado y una persona ha sido arrestada.

### Otros incendios
- A las 5 de la mañana, se desató un incendio en un campamento de personas sin hogar ubicado en el cauce del río Santa Ana, donde varias viviendas improvisadas, una casa rodante y varios vehículos fueron consumidos por las llamas. El fuego se extendió a un acre antes de ser controlado por los bomberos, sin que se registraran heridos.[89]
- Horas después, los bomberos respondieron a un incendio forestal en las cercanías de Hollywood Hills en el condado de Los Ángeles, cerca de Sunset Boulevard.[90] Aunque el incendio se extinguió poco después de iniciarse.[26]
- A las 3:44 p. m. PST, se informó de un incendio forestal denominado Gulch Fire al norte de Santa Clarita, cerca de Dry Gulch Mountainway y San Francisquito Canyon Road. El incendio se limitó a un acre de superficie.[91]
- A las 9:06 p. m. PST, se reportó un incendio forestal en Pasadena, que a las 9:16 p. m. ya había alcanzado las tres acres. Las brasas generadas por el fuego provocaron incendios localizados que pusieron en peligro las estructuras cercanas en el vecindario.[92]
- Aproximadamente a las 6:15 a. m. PST, ocurrió un incendio forestal cerca a Woodley, quemando al menos 75 acres cerca del Sepulveda Basin.[93]
- A las 10:44 a. m. PST, se informó de un incendio en la ciudad de Olivias, el cual se extendió a lo largo de la costa de Ventura. El incendio se expandió a un total de 11 acres y se reportó un herido.[94][95]
- En el condado de Lidia, se reportó un incendio alrededor de la 1:10 p. m. PST. Este consumió 50 acres en una hora. Se emitieron órdenes de evacuación para algunas zonas cercanas a Acton.[96] El sistema de transporte Metrolink suspendió el servicio en la zona.[97]
- El 9 de enero, alrededor de la 1:51 p. m. (hora estándar del Pacífico), se reportó un incendio en The Creek, cerca de Big Tujunga Creek. El fuego afectó un área de aproximadamente 0,40 hectáreas (0,0016 millas cuadradas; 0,0040 km²). Debido a la magnitud del incendio, se desplegaron aviones para combatir las llamas. A las 3:05 p. m. (hora estándar del Pacífico), se logró detener su avance y se procedió a liberar los recursos asignados para el control del incendio.[82]
- El 10 de enero a las 10:25 a. m., se reportó el Incendio de Archer en Granada Hills, Los Ángeles. Los bomberos detuvieron el avance del incendio más tarde ese día, después de que el fuego había alcanzado 19 acres (7,7 ha; 0,030 millas cuadradas; 0,077 km 2). Se emitieron órdenes de evacuación obligatoria en el área, luego se levantaron el mismo día.[98]
- El 13 de enero a las 19:45 horas se registró el Incendio Auto junto al río Santa Clara, en el oeste del condado de Ventura. El incendio ha arrasado al menos 2 hectáreas y actualmente está creciendo.[99]
- El 22 de enero, alrededor de las 11 p. m., se informó del incendio Sepulveda cerca del Getty Center en las montañas de Santa Mónica. Creció hasta 40 acres (16 ha; 0,063 millas cuadradas; 0,16 km 2) durante la noche, y su avance se detuvo a las 2 a. m. del 23 de enero. Se emitieron advertencias de evacuación para la Universidad Mount Saint Mary's y partes de Brentwood y Bel Air.[100]
- El incendio Hughes se informó por primera vez el 22 de enero, poco antes de las 11:00 a. m., hora del Pacífico, al este del lago Castaic, en el norte del condado de Los Ángeles. A las 12:30 p. m., el incendio forestal había crecido a más de 3400 acres en un área sin contención y provocó evacuaciones obligatorias para los asentamientos cerca del lago, incluido Castaic. Al 23 de enero, el incendio estaba contenido en un 36 por ciento.[101][102][103]
- El incendio border 2 se informo por primera vez alrededor de las 2:30 p. m. PST el 23 de enero de 2025, este inicio en el área de la montaña Otay ubicada a las afueras del condado de San Diego, aproximadamente a dos millas al norte de la frontera entre Estados Unidos y México.[104][105]

## Impacto
Se atribuyeron al menos veintiocho muertes a los incendios forestales y se informó que más de 100 estructuras fueron destruidas, dejando a numerosas personas damnificadas. Se registraron varios casos de quemaduras, y un bombero de 25 años sufrió una «lesión grave en la cabeza». Aproximadamente a las 9:00 p. m. PST, varias víctimas de quemaduras llegaron caminando al restaurante Duke's Malibu, donde recibieron atención médica antes de ser trasladadas a hospitales.

#### Daños estructurales

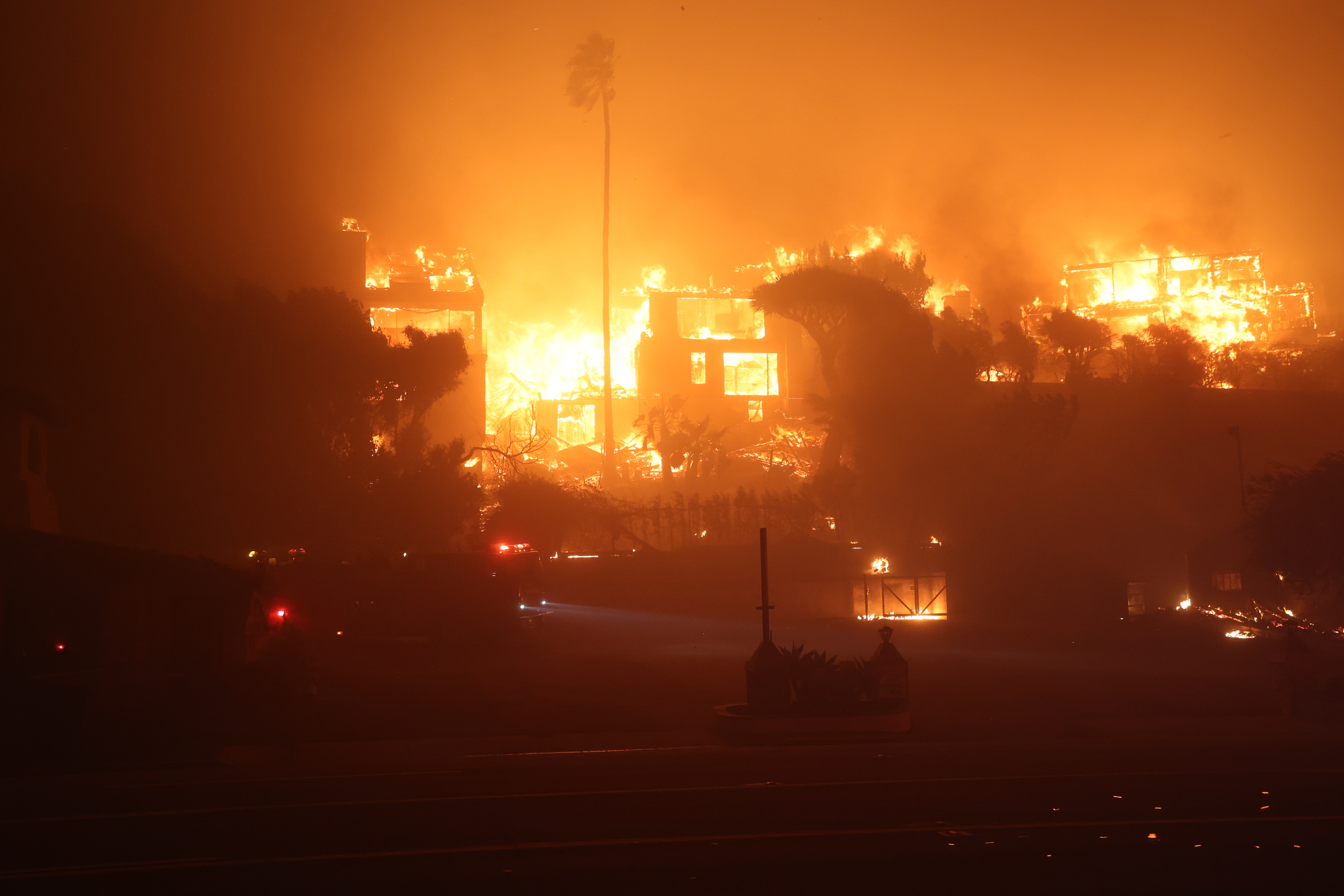
Imagen de un casa en llamas durante la ola de incendios forestales en el sur de California.

Según las estadísticas de Wildfire Alliance, el incendio de Palisades fue, por mucho, el más devastador en la región de Los Ángeles, con al menos 1 000 estructuras destruidas. Superó al incendio de Sayre, que arrasó con 604 estructuras en 2008, y al incendio de Bel Air, que destruyó casi 500 casas en 1961.
Reel Inn, un restaurante de mariscos de 36 años de antigüedad, fue destruido por el incendio de Palisades, hecho que fue confirmado por sus propietarios horas después. La escuela secundaria Palisades Charter High School fue «envuelta» por el fuego después de que el incendio forestal llegara al sitio aproximadamente a las 4 p. m. (hora estándar del Pacífico). Por lo que se sabía, no había nadie en las instalaciones de la escuela debido a que había vacaciones de invierno, de igual manera la vegetación cercana a la Villa Getty se quemó, aunque no se reportaran daños estructurales hasta las 5:20 p. m. PST. El incendio también se extendió a la escuela primaria Palisades Charter. Varias propiedades frente a la playa en Malibú fueron destruidas por el incendio forestal. Decenas de coches abandonados en las carreteras durante las evacuaciones quedaron completamente quemados, y las excavadoras tuvieron que sacar varios vehículos del camino para que los bomberos pudieran acceder a las zonas en llamas. El incendio de Eaton destruyó el Templo y Centro Judío de Pasadena. El periodista de CBS News, Jonathan Vigliotti, informó que «casi todo ha desaparecido» en el centro de Pacific Palisades, salvo el centro comercial local, y describió los daños como «incomprensibles». También informó que las brasas de los incendios existentes estaban siendo «arrastradas más de una milla» por la fuerte tormenta de viento y creando incendios puntuales. El Malibu Feed Bin y el Pierson Playhouse del Theater Palisades fueron destruidos en el incendio de Palisades.

#### Apagones masivos

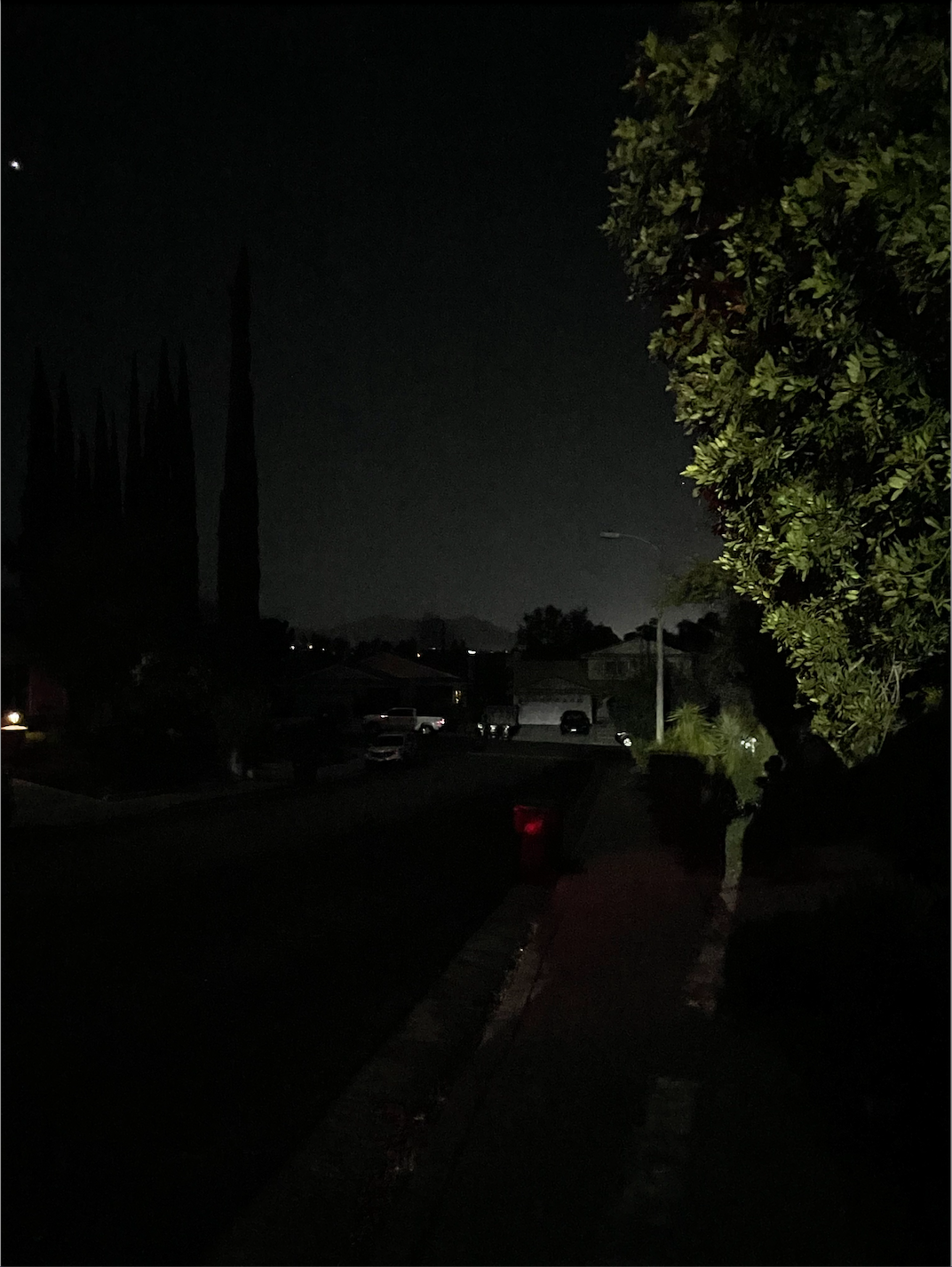
Imagen de uno de los múltiples apagones ocurridos durante este lapso de tiempo.

La noche del 7 de enero, se estimó que alrededor de 50 000 clientes se vieron afectados por cortes de electricidad, con 28 300 interrupciones a cargo del Departamento de Agua y Energía de Los Ángeles y 21 699 cortes gestionados por Southern California Edison.
Solo en el área metropolitana de Los Ángeles, el número aumentó a más de 200 000 alrededor de las 9:30 p. m. PST, con cortes informados en Los Ángeles, Glendale, Pasadena y Burbank. El 8 de enero, los cortes de energía en el área metropolitana de Los Ángeles alcanzaron cerca de 400 000 de personas.
Se sabe que varias personas se quedaron sin electricidad debido a los apagones realizados por motivos de seguridad pública que llevó a cabo la empresa SCE para prevenir que se agudicen más los incendios forestales. Durante todo el evento, alrededor de 500 000 clientes de SCE se quedaron sin electricidad, algunos durante varios días. Además, los fuertes vientos provocaron cortes de energía debido a la caída de las líneas eléctricas. Esto también provocó el cierre de escuelas debido a la falta de electricidad. Muchas áreas quedaron sumidas en la oscuridad durante varios días, durante el evento, ya que los vientos alcanzaron más de 60 mph con ráfagas de más de 70 mph.

#### Problemas con la calidad del aire
Los vientos arrastraron el humo de los incendios forestales por Loáginas es, lo que provocó varias páginas que median el índice de calidad del aire lo catalogaran como «muy insalubre», mientras que PM2,5 de la estación ES de Harrison alcanzaba los 184,1 µg/m³, lo que es 36,8 veces el valor de referencia anual de la Organización Mundial de la Salud. La calidad del aire alcanzó un punto máximo de 569 µg/m³ en la región, lo que representa la categoría más peligrosa y obliga a evitar toda actividad al aire libre para cualquier persona. La neumóloga de UCLA Health, May-Lin Wilgus, esperaba que los residentes de Los Ángeles sufrieran ardor e irritación en los ojos debido al humo concentrado, e informo a los residentes con problemas de salud subyacentes, como pondrían ser el EPOC y el asma, a evitar cualquier actividad al aire libre y cerrar todas las puertas y ventanas mientras el aire acondicionado esté encendido.
Marqueece Harris-Dawson, la presidenta del Ayuntamiento de Los Ángeles, informó que la visibilidad había caído a menos de una cuadra en el sur de Los Ángeles e instó a los residentes a evitar conducir cuando fuera posible.

#### Afectaciones a industria del entretenimiento y el deporte
Debido a los fuertes vientos y al peligro de incendio, Amazon MGM Studios y Universal Pictures cancelaron los estrenos de Wolf Man y Unstoppable, que estaban previstos para proyectarse en Hollywood. Universal Studios cerró su parque temático Universal Studios Hollywood y Universal CityWalk. La 31.ª edición de los premios del Sindicato de Actores de Cine canceló el anuncio en vivo de sus nominados y, en su lugar, publicó la lista mediante un comunicado de prensa. La 30.ª edición anual de los premios Critics' Choice Awards, prevista para el 12 de enero en Santa Mónica, se pospuso al 26 de enero. Varias sedes de entretenimiento y centros de producción de Hollywood fueron cerrados, lo que provocó el aplazamiento de la producción de varios programas y películas como Grey's Anatomy, NCIS, NCIS: Origins, Hacks, Ted Lasso, Jimmy Kimmel Live!, After Midnight, Fallout, On Call y La última corista.
El 9 de enero, la NFL trasladó el juego de playoffs del 13 de enero entre Los Angeles Rams y los Minnesota Vikings del SoFi Stadium al State Farm Stadium en Glendale, Arizona.

#### Saqueos a viviendas afectadas
Se han recibido varios informes sobre adolescentes y adultos jóvenes que saquearon casas evacuadas en medio del caos. Se sabe que al menos 48 personas habían sido arrestadas por saqueo, aunque no se dieron a conocer más detalles.

## Respuesta de las autoridades

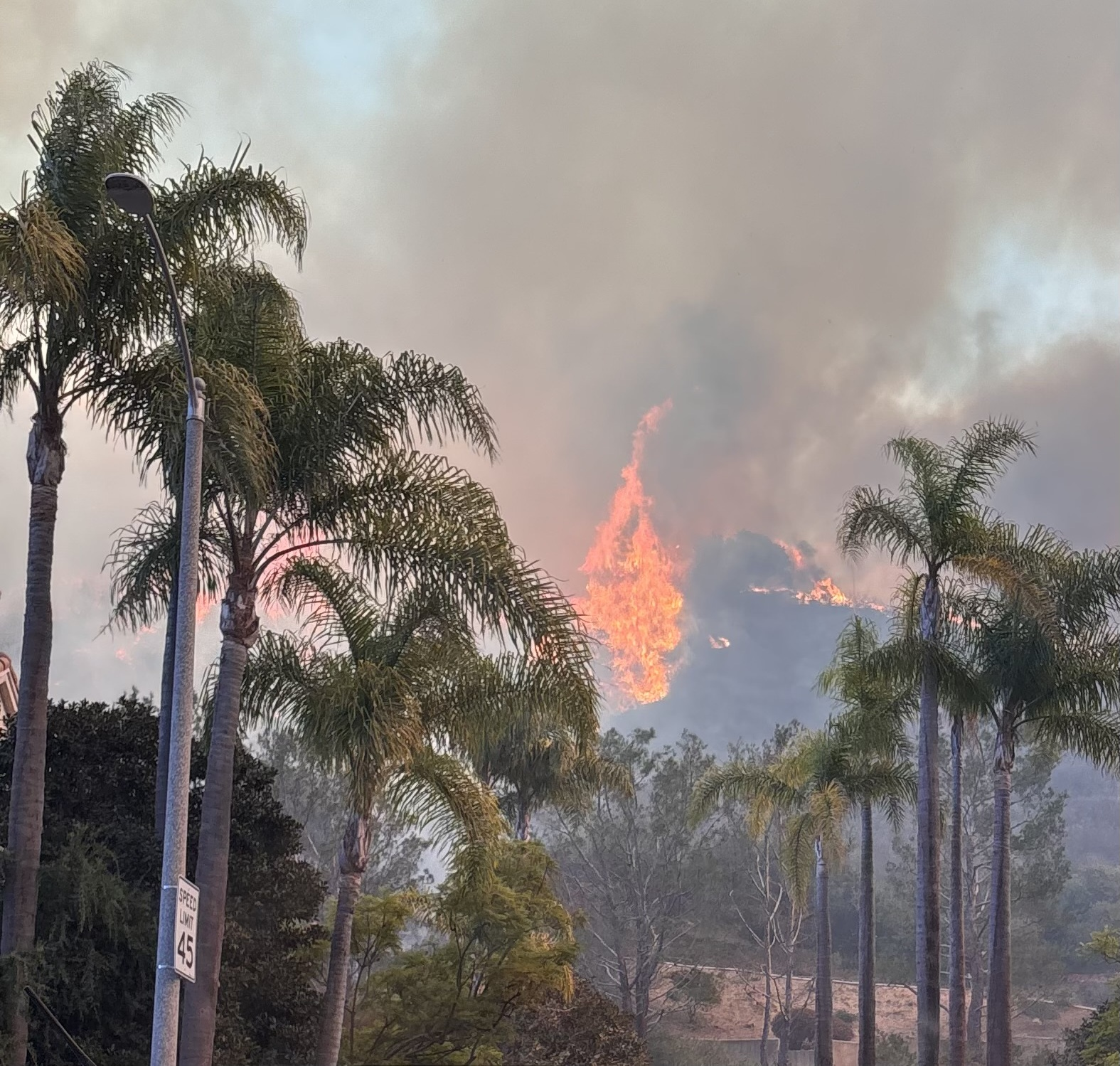
Imagen del Incendio de Palisades visto desde abajo.

El personal de extinción de incendios informó que varios hidrantes contra incendios en Pacific Palisades presentaban poco o ningún flujo de agua durante los esfuerzos iniciales para controlar el incendio de Palisades. La directora ejecutiva del Departamento de Agua y Energía de Los Ángeles, Janisse Quiñones, indicó que todos los hidrantes de la zona «se secaron» alrededor de las 3 a. m. (hora del Pacífico) del 8 de enero. El agotamiento de los tanques de agua empeoró la falta de presión en las líneas troncales de la ciudad, dificultando el transporte de agua a áreas más altas. Además, los bomberos no pudieron llegar a las estaciones de bombeo para asistir en el traslado de agua, ya que el fuego se extendía sin control. Quiñones informó que la respuesta a los incendios causó «una demanda tremenda en nuestro sistema [de agua]», y los suministros de agua para combatir los incendios «se vaciaron tres veces en menos de 24 horas». El Departamento de Bomberos se vio obligado a agregar 75 pies cúbicos por segundo en sus líneas de agua para mantener suficiente presión de agua. Los bomberos recurrieron a delegar personal de construcción para transportar tanques de agua a las zonas que los requerían. El director de Obras Públicas del Condado de Los Ángeles, Mark Pestrella, solicitó que los residentes evacuados cierren sus líneas de agua y gas para que se pueda destinar más agua a los esfuerzos para combatir el incendio.
El Departamento de Bomberos del Condado de Los Ángeles emitió solicitudes urgentes para que los bomberos de los condados de Ventura, Orange, San Luis Obispo y Santa Bárbara ayuden en los esfuerzos de extinción de incendios. Los bomberos y los servicios de emergencia de Oregón, Nevada y Washington viajaron para ayudar en las tareas de extinción del incendio. El jefe del Departamento de Bomberos del Condado de Los Ángeles, Anthony Marrone, informó que no había suficiente personal de extinción de incendios entre los 29 departamentos de bomberos del condado para combatir los incendios forestales.
Las ráfagas de viento cada vez más intensas a las 7 p. m. PST del 7 de enero provocaron la paralización masiva de aviones de extinción de incendios, lo que impidió que los bomberos brindaran apoyo aéreo para frenar la propagación de los incendios forestales. Los movimientos repentinos en la dirección de las ráfagas de viento complicaron aún más las tareas de extinción del incendio, poniendo en riesgo diferentes zonas.
El Estadio Rose Bowl de Pasadena fue designado refugio de evacuación para animales grandes, y la Sociedad Protectora de Animales de Pasadena fue designada refugio de evacuación correspondiente para animales pequeños.
Al mediodía del 8 de enero, el gobernador de California, Gavin Newsom, desplegó la Guardia Nacional de California. El presidente de Estados Unidos, Joe Biden, ordenó al Departamento de Defensa que proporcione personal y equipos para combatir incendios. Se desplegaron helicópteros de la Marina de los EE. UU. desde San Diego, y la Guardia Nacional de Nevada y el Servicio Forestal de los Estados Unidos desplegaron camiones de bomberos para combatir los incendios forestales.
Debido a los múltiples arrestos por saqueos, el Departamento del Sheriff del Condado de Los Ángeles comenzó a trabajar en la implementación de un toque de queda de 6 p. m. a 6 a. m. El castigo por saquear durante el evento puede ser una multa de $1,000 e incluso una posible pena de cárcel. El toque de queda se puso en vigor desde las 6 p. m. hasta las 6 a. m. en las áreas de incendios de Pacific Palisades y Eaton.

## Reacciones

### Nacionales
- La concejal de Los Ángeles, Traci Park, afirmó que los incendios forestales fueron «una pérdida devastadora para todo Los Ángeles».[147] El sheriff del condado de Los Ángeles, Robert G. Luna, condenó los intentos de saqueo en medio de los incendios forestales y advirtió que cualquiera que se aprovechara del fuego para robar en las áreas afectadas: «... Te van a atrapar, te van a arrestar y te van a procesar».[135]

- El gobernador de California, Gavin Newsom, instó a los residentes a seguir las órdenes de evacuación y declaró a la administración entrante de Trump que «no estoy aquí para jugar a la política» después de que se comunicó con el presidente Joe Biden para recibir asistencia federal contra incendios «sin política, sin lamentos, sin besar los pies».[148] Más tarde canceló su viaje a Washington D. C., donde había planeado asistir al funeral conmemorativo de Jimmy Carter.

- El presidente Joe Biden ofreció toda la ayuda federal necesaria para sofocar el incendio ocurrido en Palisades.[149] Aparte, la vicepresidenta Kamala Harris llamó a la gente a prestar atención a las orientaciones de los funcionarios locales.[150]
- Los residentes locales empezaron a criticar de manera masiva por medio de las redes sociales a los funcionarios de la ciudad de Los Ángeles y al Departamento de Agua y Energía (DWP) por su falta de preparación para mantener un suministro y flujo de agua adecuado en toda la ciudad.[151]
- El desarrollador inmobiliario y segundo candidato a la alcaldía de Los Ángeles de 2022, Rick Caruso, criticó duramente a Karen Bass y a su inadecuada infraestructura de extinción de incendios en Los Ángeles, señalando cómo es que varios bomberos no pudieron apagar el fuego de las residencias y negocios que se incendiaban a sus alrededores.[25]
- El presidente electo Donald Trump culpó al gobernador Newsom por negarse a firmar una «declaración de restauración del agua», citando el deseo del gobernador de proteger «un pez esencialmente inútil llamado eperlano». La oficina de prensa de Newsom respondió, afirmando que tal declaración no existe y es «pura ficción».[152][153]

### Internacionales
- Australia: el gobierno nacional ofreció ayuda a los Estados Unidos para controlar los incendios forestales en Los Ángeles, Ventura y el resto del sur californiano.[154]
- Canadá: el primer ministro Justin Trudeau anunció que mandaría a bomberos y otros equipos de emergencia nacionales para cooperar en tareas con el fin de disminuir el fuego en California con un mensaje publicado en la red social X (Twitter), el cual decía «Canadá se está movilizando para ayudar a combatir los incendios forestales en el sur de California. Los aviones cisterna canadienses ya están en acción. 250 bomberos están listos para desplegarse. Los bomberos están listos para trasladar personal y equipo».[155]
- Chile: el presidente Gabriel Boric, durante una actividad, debido al incremento del calor en la Región del Biobío, pidió al pueblo chileno que «vean por favor las imágenes de destrucción que ha causado el fuego allá. Nosotros estamos en condiciones de prevenirlo en Chile», haciendo referencia a los incendios de California, de igual manera mandó sus condolencias para las víctimas.[156]
- Irán: la Media Luna Roja Iraní se ofreció a enviar unidades de despliegue rápido para combatir los incendios forestales.[157]
- Israel: un equipo de bomberos de Israel se unió a los esfuerzos para ayudar a combatir los incendios ocurrieron en el sur californiano.[158]

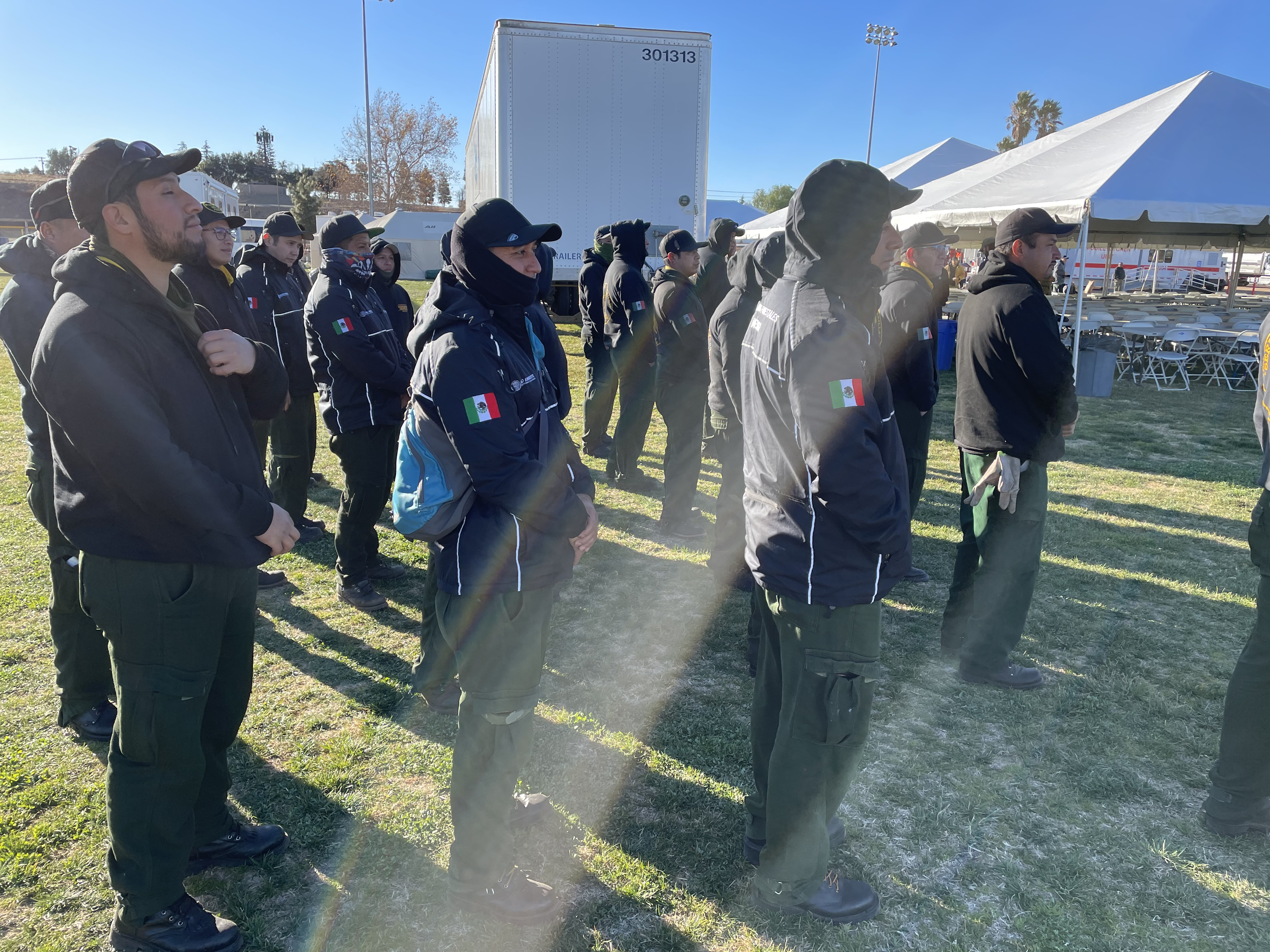
Bomberos de CONAFOR (Servicio Forestal de México) de pie en el césped del Centro de Movilización de Noble Creek mientras esperan sus asignaciones, el 13 de enero de 2025.

- México: la presidenta Claudia Sheinbaum confirmó que México había enviado un equipo de 72 elementos altamente calificados en este tipo de desastres en apoyo para controlar los incendios en California. Esto ocurrió en la conferencia de prensa matutina (también conocida como «Las Mañaneras del pueblo»), cuando mencionó el tema con el siguiente mensaje: «Aprovecho para informarles. Hemos enviado a un equipo de apoyo a Los Ángeles. Está conformado por combatientes de incendios forestales de la Comisión Nacional Forestal y por equipo del Plan DN-III-E, de la Secretaría de la Defensa Nacional».[159] Finalmente este equipo fue recibido por el Gobernador de California Gavin Newsom quién agradeció la ayuda del Gobierno Mexicano.
- Perú: la cancillería nacional expresó solidaridad y condolencias hacia los afectados por los incendios forestales ocurridos en el sur de California, a la vez descartando temporalmente que existan víctimas de origen peruano.[160]
- Ucrania: el presidente Volodímir Zelenski se ofreció a desplegar bomberos del Servicio Estatal de Emergencias en California para ayudar a lidiar con los incendios.[161][162]